# Le Brethon
Le Brethon – miejscowość i gmina we Francji, w regionie Owernia-Rodan-Alpy, w departamencie Allier.

## Demografia
Według danych na rok 1990 gminę zamieszkiwało 395 osób, a gęstość zaludnienia wynosiła 9 osób/km². W styczniu 2015 r. Le Brethon zamieszkiwało 357 osób, przy gęstości zaludnienia wynoszącej 8,1 osób/km².